# Agrotis puta
Agrotis puta é uma espécie de insetos lepidópteros, mais especificamente de traças, pertencente à família Noctuidae.
A autoridade científica da espécie é Hübner, tendo sido descrita no ano de 1803.
Trata-se de uma espécie presente no território português.